# تچان (روان‌شناسی)

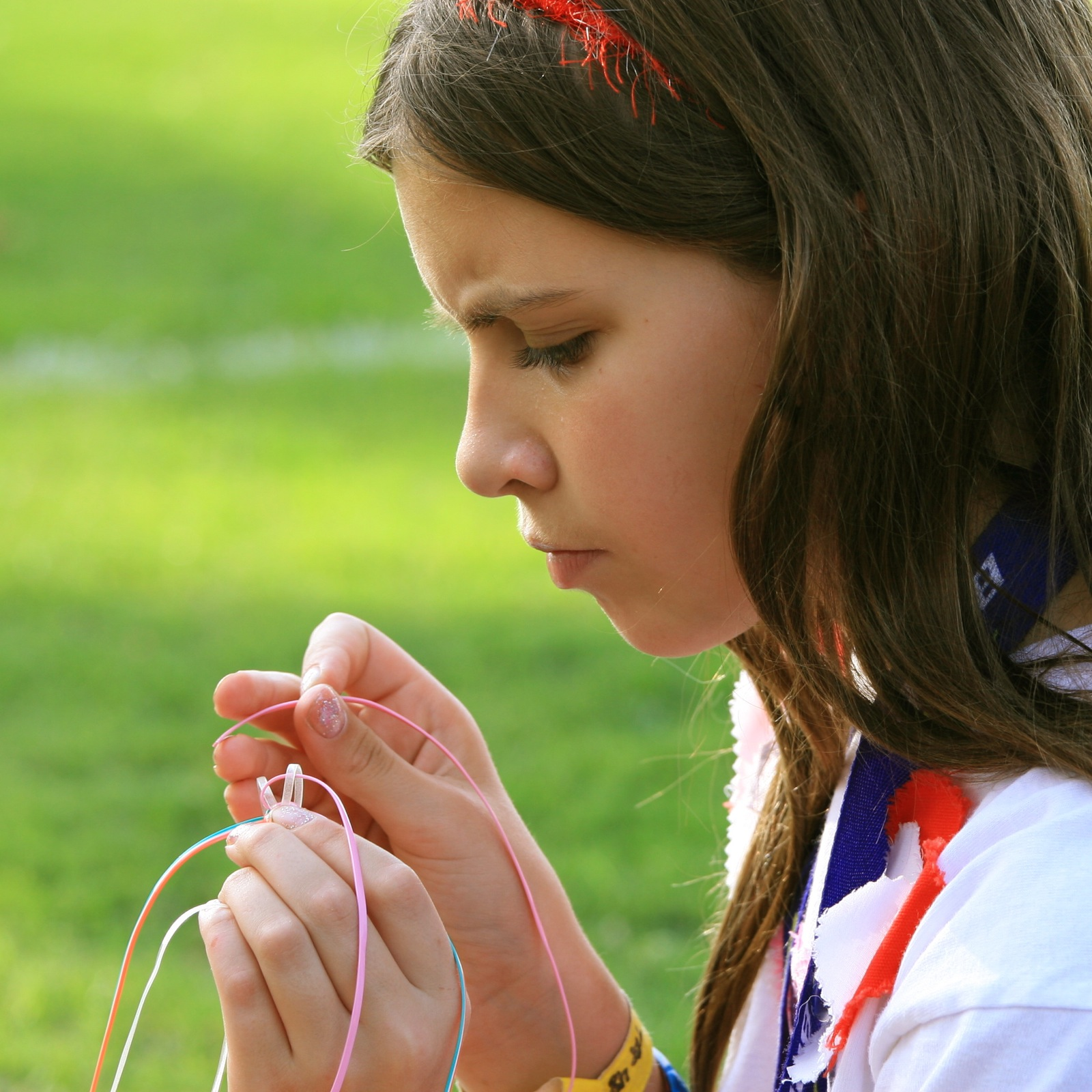
تمرکز روی یک کنش، شاخصهٔ تچان است

تَچان، تجربه اوج، غرقگی یا شیفتگی (به انگلیسی: Flow) در روان‌شناسی، حالت ذهنی ویژه‌ای هنگام انجام یک کنش است که در آن کنشگر طوری روی یک کار متمرکز شود که در حس پایبندی کامل به آن کار و خشنودیِ فرایند انجام کار غوطه‌ور بشود. به سخن ساده‌تر، تچان وضعیتی است که کسی آن‌قدر در آنچه سرگرم انجام آن است، غرق شود که زمان و مکان پیرامونش را هم حس نکند.
فلو یا غرقگی پدیده احساس رضایت عمیق ناشی از درگیر شدن کامل در فعالیتی است که هم چالش‌برانگیز است و هم رضایت بخش غرقگی جریانی هدفمند است که شامل تمرکز شدید روی یک کار است و از حس پیشرفت پشتیبانی می‌کند.
این مفهوم برای نخستین بار در سال ۱۹۷۵ از سوی میهای چیکسنتمیهایی نام‌گذاری شد. گرچه از هزاران سال پیش با اسامی دیگری مطرح گشته بود، به ویژه در ادیان آسیای شرق همچون بودائیسم. این مفهوم روان‌شناسی مثبت‌گرا به گونه‌ای گسترده در زمینه‌ها و حوزه‌های دیگر دانش نیز بکارگرفته شده است.
از دیدگاه سیژنتمیهالی، تچان سراسر بر مفهوم انگیزش پایه‌ریزی شده است.
هنگامی که سیژنتمیهالی در پژوهش خود دربارهٔ چگونگی کار نقاشان مطالعه می‌کرد دریافت که آنها تا زمانی که بر روی نقاشی خود متمرکز بودند بی‌پروا به هر عامل دیگری مانند خستگی، گرسنگی یا ناخوشی بودند. آنها تنها طرح می‌کشیدند و بر پی گرفتن کار خود متمرکز بودند. اما هنگامی که کار را انجام می‌دادند آن دلبستگی و تمرکز را از دست می‌دادند. او نتیجه گرفت که برای این نقاشان نتیجه کار چندان مهم نبود بلکه سرشت کاری که سرگرم انجامش بودند برایشان اهمیت داشت.